# Europawoche

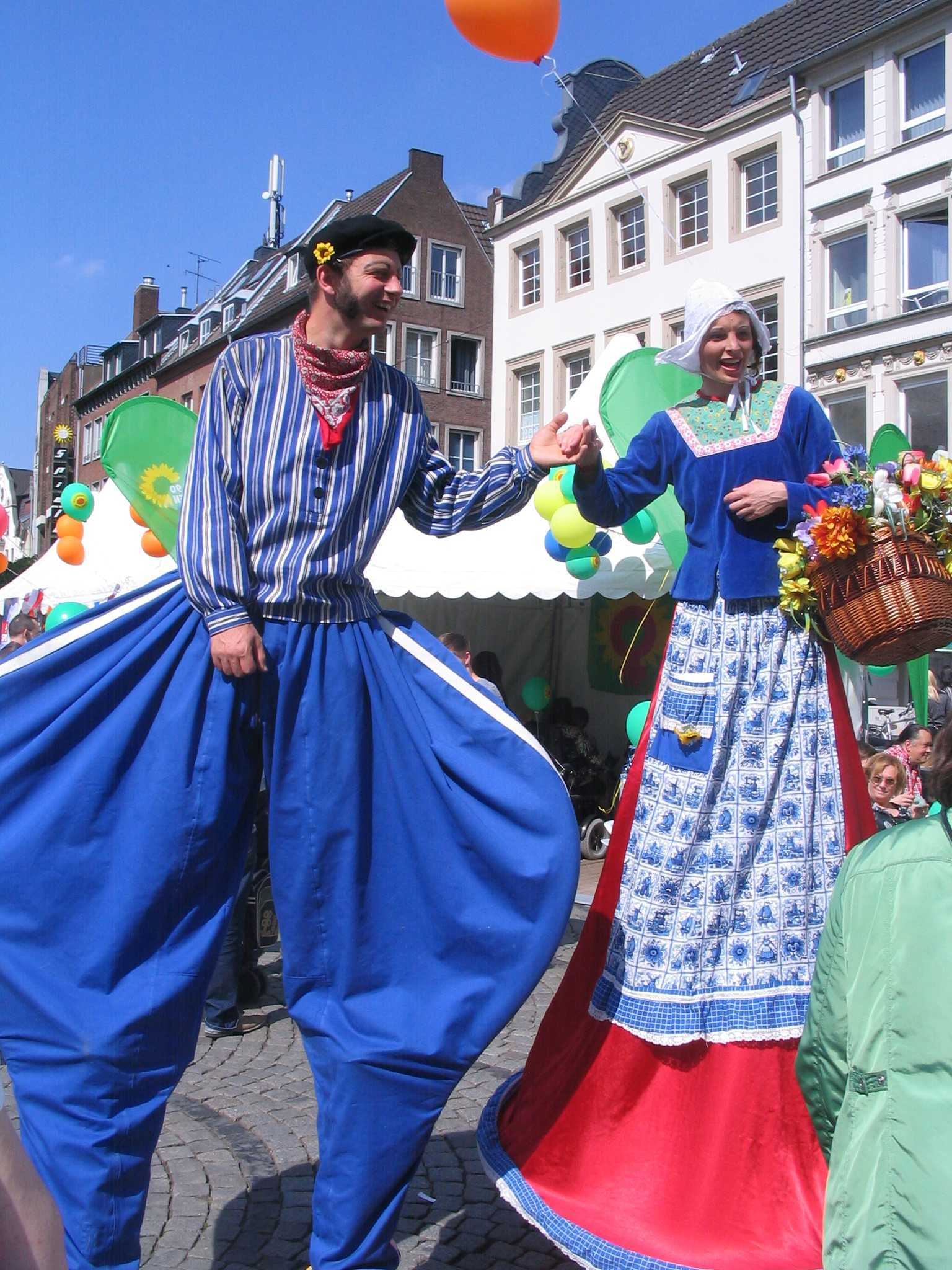
Europawoche 2013 in Düsseldorf

Die Europäische Union (EU) feiert jährlich am 9. Mai ihren Europatag. Am 9. Mai 1950 unterbreitete Robert Schuman, damaliger französischer Außenminister, seinen Vorschlag für ein Vereintes Europa als unerlässliche Voraussetzung für die Aufrechterhaltung friedlicher Beziehungen. Dieser Vorschlag, der als „Schuman-Erklärung“ bekannt wurde, gilt als Grundstein der heutigen Europäischen Union.
Heute ist der 9. Mai zu einem Europäischen Symbol (zum „Europatag“) geworden, welches zusammen mit der einheitlichen Währung (Euro), der Europa-Flagge und der Europa-Hymne die Einheit der Europäischen Union darstellt. An diesem Tag finden jedes Jahr EU-weit Veranstaltungen und Festlichkeiten statt, die Europa seinen Bürgern und die Völker der Union einander näherbringen sollen.
Seit 1995  wird in Deutschland rund um den Europatag der EU (9. Mai) bundesweit eine „Europawoche“ durchgeführt.
Die Europaminister und -senatoren der deutschen Länder beschließen in der Europaministerkonferenz (EMK) jeweils, wann diese Europawoche in Deutschland veranstaltet wird.